# 임영득
임영득(任煐得, 1932년 4월 10일~)은 대한민국의 정치인이다. 제10·12대 국회의원을 지냈다. 본관은 장흥이며, 전라남도 해남군 출신이다.

## 학력
- 서울대학교 정치학과 졸업

## 경력
- 고등고시 행정과, 사법과 합격
- 대한민국 해군 해군본부 및 해병대 법무감실 검찰관
- 소공세무서장
- 재무부 과장
- 인천세관장, 서울세관장
- 국세청 기획관리관
- 농림수산부 식산차관보 및 농정차관보
- 변호사 및 세무사 개업
- 대한양돈협회 회장
- 한국세무사회 회장
- 1978년 ~ 1980년 : 제10대 국회의원 (무소속)
- 1980년 : 국가보위입법회의 입법의원
- 1985년 ~ 1989년 : 제12대 국회의원 (민주정의당)

## 역대 선거 결과
|  | 23.93% |

|  | 21.37% |

|  | 35.25% |

|  | 8.91% |

## 가족 관계
- 배우자: 강대효(1931년 ~ 2024년 12월 12일)
  - 슬하: 임철균, 임연욱, 임경천